# Johann Heinrich Rahn
Johann Heinrich Rahn (10 de marzo de 1622-25 de mayo de 1676), también conocido como Hans Heinrich Rahn, fue un matemático suizo. Es conocido por su libro Teutsche Algebra, en el que aparece por primera vez impreso el signo de la división.

## Biografía
Era hijo de Hans Heinrich Rahn (1593-1669), entonces alguacil de Töss, más tarde (1655-1669) alcalde de Zúrich, y de Ursula Escher vom Glas (1591-1663). Su tío Hans Rudolf Rahn (1595-1655) fue también alcalde de Zúrich (1644-1655). Rahn fue el representante del gremio de Aries en el Gran Consejo de la ciudad de Zúrich desde 1642 y también estuvo en el más exclusivo Pequeño Consejo de Zúrich desde 1669. En 1651 se convirtió en Unterzeugherr y bajo su dirección se adquirió artillería sueca (artillería Bernfeld) durante este periodo. En 1658 se convirtió en alguacil del Landvogtei Kyburg, donde permaneció hasta 1664, cuando abrió una fábrica de seda en Neumarkt, en Zúrich. En 1670 fue nombrado Obervogt de Küsnacht, en 1672 Oberzeugherr y en 1674 Säckelmeister.
En 1642 se casó con la hija del pastor, Elisabeth Holzhalb (nacida en 1626), con la que tuvo tres hijos: Hans Heinrich (nacido en 1646), Hans Conrad (nacido en 1664) y Hans Rudolf (nacido en 1669).
El interés de Rahn por las matemáticas fue probablemente estimulado por su tío Hans Georg Werdmüller (1616-1678), ingeniero militar que dirigió la construcción de las fortificaciones de Zúrich de 1642 a 1675. Fue introducido en el álgebra a partir de 1654 por John Pell, que fue el representante de Oliver Cromwell ante los cantones protestantes de Suiza de 1654 a 1658, con el mandato de separarlos de la unión con los cantones católicos. Mantuvo un intercambio de cartas con Pell, algunas de las cuales han sobrevivido (con una primera carta fechada en noviembre de 1654). Las lecciones regulares de Pell comenzaron probablemente en 1657 según la biografía de Pell de John Aubrey, Rahn acudía a Zúrich todos los viernes por la tarde para recibir lecciones- y terminaron a principios de 1658, cuando Rahn se convirtió en alguacil de Kyburg.
En 1659 Rahn publicó su Álgebra Alemana, en la que se presentaban por primera vez en alemán los métodos algebraicos de François Viète y René Descartes. Tomó otros problemas de las obras de Frans van Schooten, Diofanto y Christophorus Clavius. El libro también se vio influenciado por las enseñanzas del maestro de Rahn, John Pell; en el prefacio se encuentra un reconocimiento a Pell (sin mencionar su nombre, ya que no lo deseaba). En el libro, el signo de división (÷) también aparece impreso por primera vez. Además de la aritmética elemental, se trata la resolución de ecuaciones y la geometría analítica. También contiene una forma de la Ecuación de Pell.
El libro se difundió aún más gracias a la traducción inglesa de Thomas Brancker, publicada en 1668, con la colaboración de John Pell (que contribuyó con nuevas partes sustanciales hasta la mitad del libro aproximadamente, pero no quiso ser nombrado coautor). Pell instigó la traducción después de recibir el libro en 1660 - lo vio como un texto de álgebra más moderno que la obra inglesa estándar de la época de William Oughtred (Clavis Mathematicae, 1631). A través de la traducción, el signo dividido también se difundió en el mundo anglosajón. El traductor Brancker lo había sustituido originalmente por otro símbolo, pero ante la insistencia de Pell restableció el signo original.
También existe una versión ampliada del Álgebra en latín de 1667 (Algebra Speciosa seu Introductio in Geometriam Universalem), que no publicó tras la aparición de la traducción al inglés, pero que depositó en la Biblioteca Municipal de Zúrich.
También se ocupó de la astronomía (predicción de eclipses y cometas) y diseñó un calendario perpetuo. Era un opositor a la astrología. Rahn también escribió un libro (en latín) sobre los problemas de Diofanto (destinado a ser un suplemento de la edición latina de su álgebra) y un libro sobre óptica; sin embargo, ninguno de los dos ha sobrevivido.